# Lodoiga
La Lodoiga (pronuncia: /lodoˈiɡa/; "Ludovica") è una statua parlante di Brescia, scolpita da Giovanni Battista Bonometti o Cesare Federico da Bagno o altri nella seconda metà del Cinquecento.
Di origine molto controversa e storia altrettanto dibattuta, era posta originariamente davanti all'ultimo pilone sinistro della facciata del Palazzo della Loggia e rappresentò un elemento tradizionale popolaresco della piazza fino alla fine dell'Ottocento, quando fu rimossa e portata in nuova sede. Dopo varie vicissitudini e trasferimenti, nel novembre del 2011 è stata definitivamente ricollocata sotto il porticato della Loggia.

## Storia
La storia della statua, oggi quasi del tutto chiara, fu in passato molto dibattuta, tanto che se ne possono trovare varie versioni differenti. Le conoscenze attuali sono state raggiunte attraverso attenti studi sul tema, che hanno permesso di chiarire alcuni fondamentali aspetti sulle sue origini.

### Le origini
Da dove venga esattamente, così come il motivo per il quale fu scolpita, sono fatti indubbi: durante la seconda metà del Cinquecento il cantiere della Loggia era giunto alla sommità ed entro poco tempo si sarebbe eretta la copertura a carena di nave. Il progetto di Jacopo Sansovino, ormai giunto al completamento, prevedeva come coronamento della facciata sulla piazza una spessa fascia decorativa costituita da un alto fregio, una balaustra e una doppia fila di statue, quattro doccioni e quattro figure di altro tipo, in asse gli uni rispetto alle altre.
Le due esterne, ai lati della balaustra, rappresentavano i Santi Faustino e Giovita, i patroni della città, mentre le due interne dovevano rifarsi al motto di Brescia, scolpito anche in un'epigrafe pochi metri più in basso, Fidelis Brixia fidei et iusticiae consecravit (Brescia fedele consacrò [il Palazzo della Loggia] alla Fede e alla Giustizia), cioè Giustizia, Fedeltà (in senso civico) e Fede (in senso religioso). Di fatto, solo le prime due finirono sulla sommità della Loggia, mentre la terza, la Fede, rimase ai suoi piedi. È questo l'unico passo della storia della Lodoiga ancora oggi oscuro, cioè il motivo per cui fu scartata.
Il fatto che doveva essere una delle statue di coronamento è fuori discussione, visto che presenta la stessa altezza, le stesse proporzioni e lo stesso tipo di basamento. È anche ormai confermato, dopo vari dibattiti, che si tratti di una rappresentazione della Fede. Decine di rappresentazioni del tema, anche pittoriche, sono tutte affini: una figura femminile coperta pudicamente da un velo con in mano un calice contenente un'ostia. Quest'ultimo particolare, oggigiorno, non è più completamente visibile sulla statua poiché asportato in seguito (vedi dopo), ma la base del calice e la sua sagoma contro il corpo della figura sono ancora chiaramente leggibili. Impossibile anche che sia una delle altre due virtù in questione, cioè Giustizia o Fedeltà, poiché esse sono correttamente rappresentate secondo tradizione, l'una con spada e bilancia e l'altra in compagnia di un cane, dalle due statue poste a coronamento del palazzo.
Anche circa la concreta esecuzione della statua vi sono alcune lacune: un contratto del 1557 commissiona al toscano Francesco Bonaiuti la produzione sia delle quattro statue (segnalando come virtù da rappresentare la Fede e la Giustizia) sia di quattro "acquari", cioè i doccioni. Nel novembre dello stesso anno, dopo aver realizzato solo tre "acquari", il Bonaiuti muore e la commessa viene in parte ereditata dal giovane e ancora poco conosciuto Giovanni Battista Bonometti, bresciano, che si impegna a realizzare il doccione mancante. Il lavoro riesce bene e gli viene affidata anche la realizzazione delle statue dei due Patroni, mentre le due virtù vengono commissionate al ferrarese Lodovico Ranzi nel 1558. L'ordine non cambia: le statue devono raffigurare la Fede e la Giustizia. Per motivi non noti, nemmeno il Ranzi riesce a portare a termine l'incarico e si ricorre nuovamente al Bonometti, al quale viene affidata la statua della Giustizia.

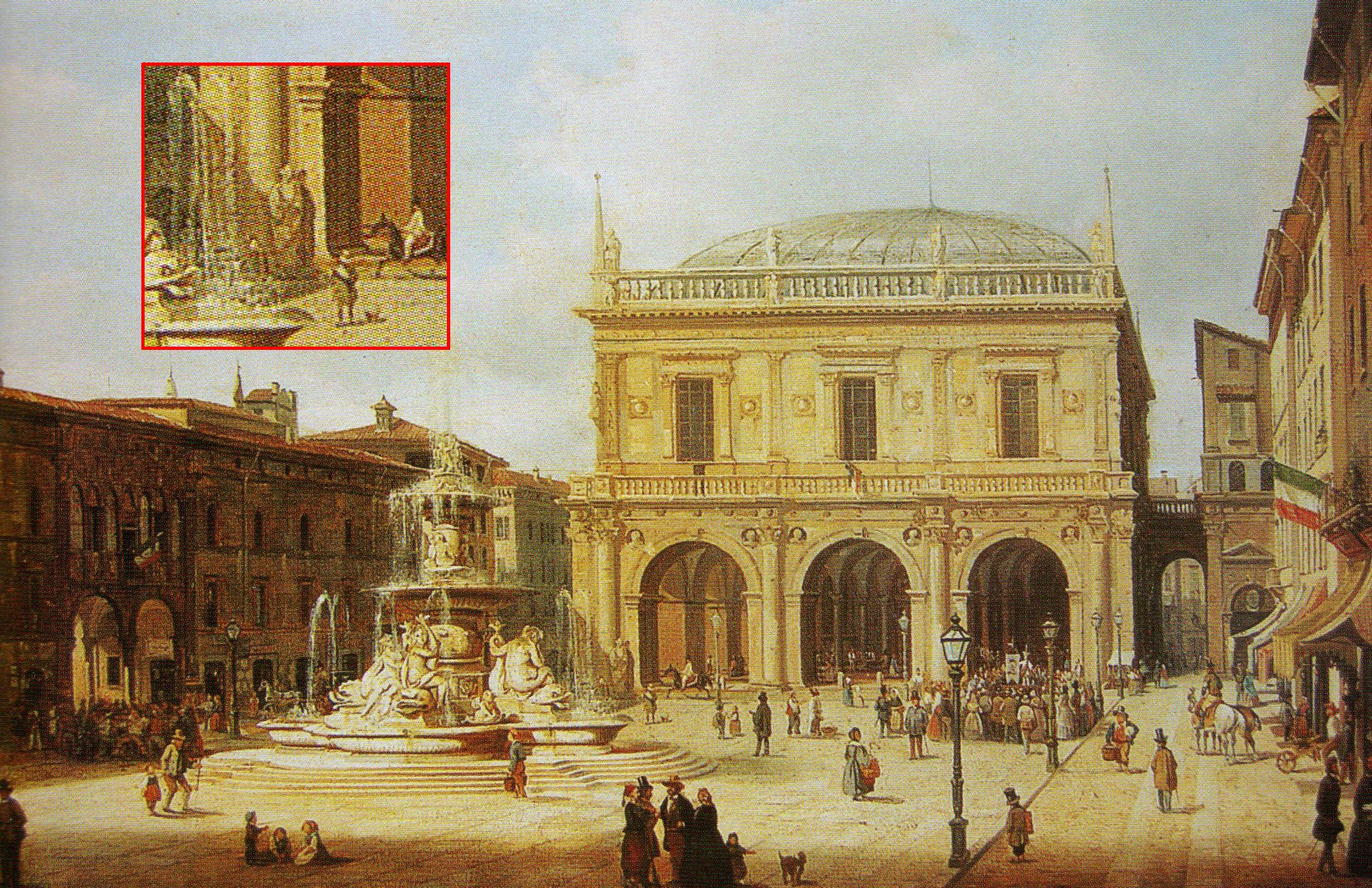
La Lodoiga in una veduta della piazza di metà Ottocento (autore incerto). La fontana al centro e la copertura del palazzo sono di fantasia e non sono mai esistite. Il riquadro ingrandisce il particolare dove è posta la statua

Inspiegabilmente, per la statua rimanente viene chiamato il fiorentino Cesare Federico da Bagno, completamente estraneo al cantiere della Loggia: la scelta appare improvvisa, dovuta come ad una improvvisa decisione di ripiego. È probabile che avesse già comunque lavorato a Brescia per la realizzazione del portale del palazzo del deputato Ottaviano Martinengo in via Trieste, oggi sede dell'Università Cattolica del Sacro Cuore, e quindi forse già conosciuto dall'amministrazione. La Lodoiga potrebbe anche essere di questo autore, come evidenzierebbero alcune affinità con le statue del suddetto portale.
In ogni caso, sul coronamento della Loggia viene issata una virtù estranea ai contratti, la Fedeltà. L'ipotesi più probabile, quindi, sul come la questione terminò è che il Bonometti realizzò di fatto entrambe le virtù, ma quella della Fede, per qualche motivo ignoto, non piacque e restò alla base, a causa del troppo oneroso ritiro della scultura da parte dell'autore. A quel punto l'amministrazione si sarebbe rivolta in extremis al da Bagno, che forse fraintese la virtù da scolpire (vari documenti dell'epoca dimostrano come, al tempo, la distinzione fra Fede e Fedeltà non era spesso rispettata). Troppo brutta la statua del Bonometti e sbagliata quella del da Bagno: i deputati alla fabbrica avrebbero quindi elevato la statua migliore, anche se errata, confidando che la lontananza dall'osservatore avrebbe mascherato l'esito della sfortunata vicenda.
Tutto ciò potrebbe essere accettabile, ma in tal caso resterebbero inspiegabili le affinità fra la Lodoiga e le statue del portale del da Bagno, come se anche la misteriosa statua fosse stata scolpita da lui e non dal Bonometti, e poi scartata, come vuole la prima ipotesi. Se si vuol seguire questa strada, allora bisogna credere che la statua fu subito affidata al da Bagno, e non in un momento successivo come ripiego all'errore del Bonometti, e che a questo punto fu la sua statua a non piacere e ad essere abbandonata a terra. Il da Bagno ne avrebbe quindi scolpita un'altra per rimediare, ma perché allora scolpire la Fedeltà e non rifare, migliorata, la Fede? La questione resta ancora oggi molto intricata e, vista la scarsità di documenti al riguardo, praticamente insolubile.

### La statua parlante

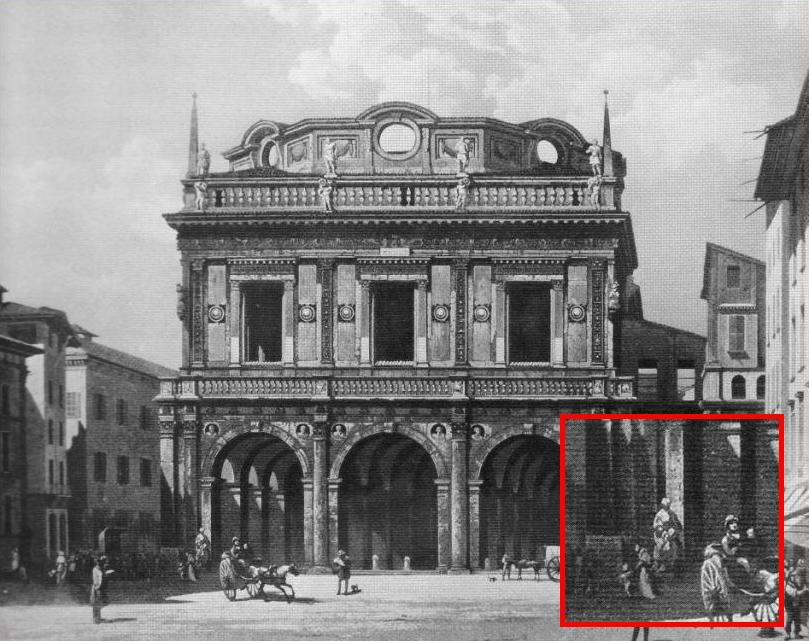
Vista della piazza in un'acquatinta ottocentesca: Il riquadro ingrandisce il particolare dove è posta la statua

In un modo o nell'altro, comunque, la statua viene trascinata in un angolo, davanti all'ultimo pilone di sinistra della facciata, e lì rimase nei secoli. Il portico della Loggia, per sua natura cardine fra l'interno e l'esterno, fra le cariche pubbliche e il popolo, rappresentò da sempre il luogo dove forse maggiormente si esplicavano i rapporti fra i due. Nell'angolo nord-est, opposto quindi alla Lodoiga, si trovava il congegno per le punizioni corporali; più a est, alla base della colonna con il Leone di San Marco, venivano compiute le esecuzioni capitali e le torture. Accanto alla statua, poi, era posta la "pietra del bando", dove salivano i banditori o gli oratori per parlare alla folla e sotto il porticato il commercio fioriva. Quel porticato, quasi una sorta di anticamera popolare e, per così dire, "democratica" della sede del governo, non ebbe difficoltà a trovare la sua voce proprio nella Lodoiga, che fu assunta come "statua parlante" della città, similmente alle più famose statue parlanti romane come Madama Lucrezia e il Pasquino.
Non sempre era possibile, ovviamente, commentare ad alta voce i bandi o il comportamento degli amministratori: interveniva quindi la Lodoiga attraverso biglietti e fogli incollati anonimamente sul pilone adiacente o sul muro interno. In realtà, il fenomeno delle statue parlanti si ebbe soprattutto a Roma e nelle città della zona, mentre a Brescia fu favorito dallo scontro di idee e pensieri coincidente con la fase napoleonica e giacobina, dunque verso la fine del Settecento, arrivando addirittura a pubblicare "dibattiti" fra le due statue che battono le ore sull'orologio astronomico della piazza, i "macc dèle ure", popolarmente chiamati "Tone" e "Batista" e visti come parteggianti il governo (data anche l'altitudine e la lontananza dal popolo) e la Lodoiga, sempre invece dalla parte del popolo (posta infatti sulla piazza, vicina a tutti, senza nemmeno un piedistallo che la elevasse). Una sorte simile riguardò anche il Mostasù dèle Cosére in corso Goffredo Mameli, analoga scultura dalle dubbie origini fissata nei secoli nell'immaginario popolare.
Lo stesso nomignolo, "Lodovica" o "Lodoiga" in dialetto bresciano, è da far risalire a questo periodo e la prima citazione in questo senso è proprio del 1799: il termine deriverebbe dal nome della poetessa Lodovica Fè d'Ostiani (1736-1814), autrice nota per i suoi facili versi di maniera diffusi fra i salotti aristocratici. Il nobile Carlo Girelli le dedicò un sonetto in dialetto, che forse ebbe fama popolare, dove si cantava la sua voce femminile in versi, schietta bocca della verità. È chiaro, dunque, come il capitolo più consistente del suo ruolo di statua parlante si possa circoscrivere al solo periodo napoleonico, tanto che, prima di questo, essa non aveva nemmeno un nome o, comunque, "parlava" al posto del popolo con meno forza e più sporadicamente.
Nuovamente in questi anni, oltretutto, si può collocare l'atto vandalico che rimuove il calice con l'ostia, gesto assimilabile ad una lunga serie di piccoli delitti all'arte, in Brescia e in molte altre città, commessi dai giacobini che appunto in questi anni danneggiarono o rimossero gran parte dei simboli religiosi immediatamente accessibili su piazze e strade, quali croci, affreschi e iscrizioni. Il volto della statua viene anche deturpato da una secchiata di vernice nera, lanciata sempre in questo periodo.

### Dalla rimozione al ricollocamento

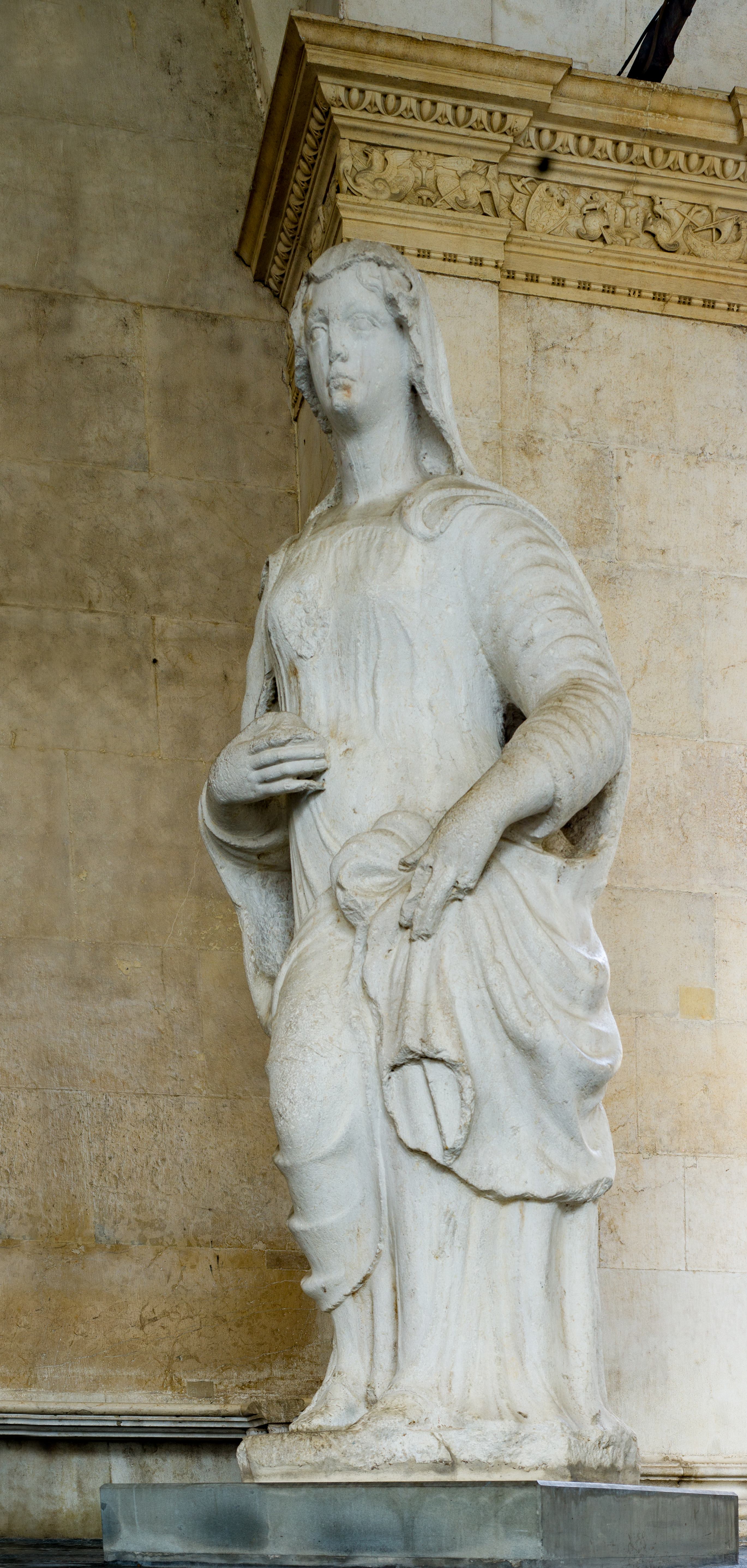
La statua in una visione frontale.

Il 21 marzo 1874, nell'ambito dei lavori di restauro e di recupero della qualità originaria della piazza sotto la direzione di Giuseppe Conti, la statua viene rimossa, vista come "deformità innanzi alla facciata", e portata nel Palazzo Martinengo Avogadro in corsetto Sant'Agata, al tempo carcere e sede della Pretura. È solo l'inizio di una lunga serie di trasferimenti: nel 1877 ha già cambiato sede e viene sistemata nel cortile d'ingresso al museo dell'Età Cristiana, aperto in alcuni locali dell'ex monastero di Santa Giulia, in occasione dell'inaugurazione del museo avvenuta nel 1882.
Ma l'ironia che ormai circondava la statua, radicata nell'immagine popolare, non doveva abbandonarla e fa riconoscere alla statua il ruolo di "portinaia" del museo, poiché collocata prima della biglietteria e quindi visibile da tutti, anche da chi non avesse ancora pagato il biglietto o da chi semplicemente passava davanti all'ingresso. Ulteriori motti di celia accompagnavano il suo fantasioso sodalizio con la statua del profeta Elia che le stava accanto, una delle due statue del sagrato della Chiesa di Santa Maria del Carmine (l'altra era del profeta Eliseo) rimosse anch'esse nell'Ottocento.
Trasferita in seguito sotto un porticato del monastero, negli anni ottanta del Novecento la Lodoiga diventa nuovamente oggetto di discussione: il progetto di riforma storica della piazza, pensato dall'architetto Giorgio Lombardi, la voleva ricollocare nella sua posizione originaria, ma il piano non trova applicazione e la statua rimane al suo posto. Con l'apertura del museo di Santa Giulia nel 1998, viene trasferita nel primo cortile est della chiesa di San Salvatore, presso una fontana. E l'ironia, sebbene fossero passati più di cento anni, torna a farsi sentire: la Lodoiga rischiava di passare come lavandaia del museo.
Si propongono quindi altre sistemazioni: nel 2001 un accordo fra il sindaco dell'epoca Paolo Corsini e il Rettore dell'Università statale porta la statua all'interno del cortile del monastero di Santa Chiara, sede della Facoltà di Economia e Commercio dell'Università degli Studi di Brescia, presso la scalinata barocca. La statua, nell'occasione, viene anche ripulita, asportando la colorazione nerastra della vernice gettatale addosso duecento anni prima. Per via della prescrizione della direzione museale, che richiedevano la protezione alle intemperie, la Lodoiga viene sistemata in uno stretto angolo coperto, vicino al parcheggio dei motorini.
A inizio novembre 2011 viene finalmente annunciato il definitivo trasferimento della statua nella sua collocazione originale, sotto il porticato della Loggia. A una sistemazione provvisoria, entro materiale di imballaggio, è seguita la cerimonia di svelamento il 14 novembre 2011. La statua non è però stata ricollocata nella posizione originale, a fianco del primo pilastro sinistro della facciata, bensì nell'ultima campata destra del portico interno: l'assessore al Centro storico Mario Labolani, al riguardo, ha spiegato che "qui è più riparata da vento e intemperie, è l'attenta osservatrice di chi entra a palazzo Loggia e guarda dritta verso la sua posizione originaria, con un occhio rivolto al presente e l'altro fermo al passato". La definitiva ricollocazione, avvenuta dopo più di un secolo, è stata promossa dalla giunta di Adriano Paroli con lo scopo di "ripristinare il legame di dialogo che i cittadini bresciani hanno sempre mantenuto con i loro amministratori".

## La statua
La scultura, come conseguenza ultima delle ipotesi sulla sua origine, è da attribuire al bresciano Giovanni Battista Bonometti o, anche se più improbabile, al fiorentino Cesare Federico da Bagno e collocabile al 1558-1559. Si tratta di una figura massiccia in marmo di Botticino, alta due metri e trenta centimetri, con base larga novanta centimetri e profonda settanta. Rappresenta una figura femminile, forse nuda, coperta da una tunica leggera con maniche a metà braccio e scolpita con una lieve pieghettatura. La veste presenta una scollatura rettangolare sul petto e i piedi, che sporgono con le sole dita, calzano dei lievi sandali.
La donna indossa anche un mantello che copre parzialmente spalle e braccia, annodato e sorretto dalla mano sinistra sul pube, che ricade a terra con ampi panneggi coprendo le gambe. Un velo, inoltre, copre la testa della figura, arrivando alla fronte e ricadendo poi sulle spalle. La mano destra, libera, è appoggiata sulla vita, in un gesto apparentemente generico ma che, invece, è una delle chiavi per comprendere ciò che la statua rappresenta. Fra le dita, infatti, è ancora ben visibile il basamento di un calice e, contro il seno della figura, il contorno della parte superiore dello stesso e dell'ostia che conteneva, portando a identificare la scultura, praticamente senza ombra di dubbio, una tradizionale raffigurazione della Fede. Oltretutto, fra il corpo della figura e il braccio sinistro, prima della mano che sorregge il nodo del mantello, è presente uno spazio vuoto che porta il braccio sinistro ad assumere una posizione non del tutto naturale, forse pensato per l'inserimento di una croce che, assieme al calice, accompagna frequentemente le allegorie di questa virtù.
La statua appare evidentemente sproporzionata ad una vista frontale e segue difatti le regole prospettiche e anamorfiche da applicarsi a sculture che devono essere viste dal basso, cioè accorciamento delle gambe e stiramento dell'addome e dei lineamenti del volto. Il retro, oltretutto, è praticamente sbozzato, appena accennato, ulteriore segno che l'opera si sarebbe dovuta vedere sì dal basso, ma anche solo da davanti, come lo sono appunto le statue del coronamento della Loggia, il cui retro è invisibile a causa della copertura a carena di nave.